# Hernyék, Zala
Hernyék  este un sat în districtul Lent, județul Zala, Ungaria, având o populație de 109 locuitori (2011). 

## Demografie
Componența etnică a satului Hernyék
     Maghiari (95,38%)
     Romi (4,62%)
Componența confesională a satului Hernyék
     Romano-catolici (50,46%)
     Necunoscută (49,54%)
Conform recensământului din 2011, satul Hernyék avea 109 locuitori. Din punct de vedere etnic, majoritatea locuitorilor (95,38%) erau maghiari, cu o minoritate de romi (4,62%).  Din punct de vedere confesional, majoritatea locuitorilor (50,46%) erau romano-catolici. Pentru 49,54% din locuitori nu este cunoscută apartenența confesională.